# Брачная система
Брачная система — способ, которым группа структурируется по отношению к сексуальному поведению. Точное значение зависит от контекста. Что касается животных, термин описывает, какие самцы и самки спариваются при каких обстоятельствах. Признанные системы включают моногамию, многоженство (которое включает в себя многоженство, полиандрию и полигинандрию) и промискуитет, которые приводят к различным результатам выбора брачных партнеров, и, следовательно, эти системы влияют на то, как работает половой отбор у практикующих его видов. У растений этот термин относится к аутбридингу. В социобиологии человека термины были расширены, чтобы охватить формирование таких отношений, как брак.